# Campionat del Món de trialsín
El Campionat del Món de trialsín fou la màxima competició internacional de trialsín des del moment de la seva fundació, el 1986, fins al de la seva conversió en Campionat del Món de biketrial, esdevinguda el 1992. El campionat sorgí com a continuació de l'antiga Copa d'Europa, creada el 1982 a iniciativa de Pere Pi, la qual es reconvertí en competició mundial degut a dos factors: el creixent interès a participar-hi per part de pilots no europeus (principalment, japonesos, nord-americans i brasilers) i el fet que aquesta disciplina havia estat reconeguda oficialment per l'UCI un any abans, el 1985.
El campionat atorgava un títol mundial específic per a cadascuna de les categories federatives aleshores vigents (les quals anaren variant històricament fins a arribar a coincidir pràcticament amb les vigents actualment al biketrial: Elite, Senior, Junior, Cadets, Minime, Benjamin, Poussin i Femina), més un títol per a Nacions. Les antigues categories Experts, Juvenils, Infantils i Alevins anaren quedant discontinuades i l'única que sobrevisqué, Cadets, desaparegué en crear-se el mundial de biketrial. Al mateix temps, el títol complementari Scratch ("absolut") que s'instaurà inicialment desaparegué en crear-se la categoria Elite.

## Història
Malgrat anomenar-se oficialment "campionat del món", durant els primers anys totes les proves es varen organitzar a Europa, comptant, això sí, amb la participació de l'equip oficial japonès amb quatre pilots, més el brasiler Eduardo Fonseca i el nord-americà Kevin Norton. Cal destacar que a la darrera edició com a Copa d'Europa, el 1985, ja hi havien participat alguns japonesos amb llicència belga.
El mundial va començar amb quatre proves puntuables però, degut a l'èxit assolit, durant dos anys se'n varen fer set al llarg de l'estiu: Catalunya, França, Itàlia, Àustria, Alemanya, Bèlgica i Regne Unit. L'esgotament que això causava a pilots i acompanyants va fer que Pi decidís programar només quatre proves per any aprofitant les vacances estiuenques. Els participants catalans s'hi desplaçaven amb un autocar que organitzava el matrimoni Pi, al qual s'hi afegien pilots de la resta de l'estat espanyol i fins i tot d'altres països. Més endavant, els alemanys varen copiar la idea i van muntar també un autocar.
Al cap de sis edicions d'aquesta competició, les fortes desavinences entre els seus organitzadors i l'UCI acabaren provocant la sortida d'aquells i la fundació de la BIU, que passà a prendre les regnes del campionat a partir de 1992, amb el nou nom de Campionat del Món de biketrial. L'UCI, per part seva, decidí seguir organitzant una competició similar i d'ençà d'aquell any inclou títols de trial als seus Campionats del Món de ciclisme de muntanya i trial.

## Llista de campions per categories
Llista de campions per categories.
| Ed. | Any  | Scratch        | Sènior           | Juvenils        | Cadets            | Infantils        | Alevins          | Benjamins         |                  |
| --- | ---- | -------------- | ---------------- | --------------- | ----------------- | ---------------- | ---------------- | ----------------- | ---------------- |
| I   | 1986 | Daniel Crosset | Daniel Crosset   | Dani del Valle  | Ot Pi             | Joan Pons        | Marc Colomer     | Marco Monateri    |                  |
|     |      | Scratch        | Sènior           | Júnior          | Cadets            | Minime           | Benjamin         | Poussin           |                  |
| II  | 1987 | Ot Pi          | Daniel Crosset   | Ot Pi           | Christophe Winand | Marc Colomer     | Marco Monateri   | Kenichi Kuroyama  |                  |
|     |      | Elit           | Sènior           | Júnior          | Cadets            | Minime           | Benjamin         | Poussin           |                  |
| III | 1988 | Pep Ribera     | Hans Kempter     | Juan Fco. López | Remo Taiana       | Miroslav Pacold  | Marco Monateri   | Kenichi Kuroyama  |                  |
| IV  | 1989 | Ot Pi          | Andreas Kromer   | Josep Vilalta   | Holger Werthwein  | Marco Monateri   | Kenichi Kuroyama | Jordi Mujal       |                  |
|     |      | Elit           | Sènior           | Júnior          | Cadets            | Minime           | Benjamin         | Poussin           | Fèmina           |
| V   | 1990 | Ot Pi          | Paulo Marques    | Petr Hyncica    | Jaroslav Blazek   | Tomoyuki Ogawa   | Kenichi Kuroyama | Takahisa Fujinami | Helena Kurandova |
| VI  | 1991 | Ot Pi          | Vlastimil Tlasek | Milos Pospisil  | Stanislav Slaby   | Marcus Klausmann | Sergi Bellavista | Xavi Vilaseca     | Helena Kurandova |

### Guanyadors del títol de Nacions
| Ed. | Any  | Nacions        |
| --- | ---- | -------------- |
| I   | 1986 | Espanya        |
| II  | 1987 | Espanya        |
| III | 1988 | Espanya        |
| IV  | 1989 | Alemanya       |
| V   | 1990 | -              |
| VI  | 1991 | Txecoslovàquia |

## Resum estadístic

### Campions múltiples
Per a confeccionar la llista següent s'han considerat tots els resultats obtinguts pel pilot de forma individual, sense computar per tant els que hagués pogut aconseguir com a membre d'una selecció estatal.
| Pilot            | Elit | Scratch | Senior | Junior | Juvenils | Cadets | Minime | Infantils | Benjamins | Alevins | Poussin | Femina | Total |
| ---------------- | ---- | ------- | ------ | ------ | -------- | ------ | ------ | --------- | --------- | ------- | ------- | ------ | ----- |
| Ot Pi            | 3    | 1       | -      | 1      | -        | 1      | -      | -         | -         | -       | -       | -      | 6     |
| Marco Monateri   | -    | -       | -      | -      | -        | -      | 1      | -         | 3         | -       | -       | -      | 4     |
| Kenichi Kuroyama | -    | -       | -      | -      | -        | -      | -      | -         | 2         | -       | 2       | -      | 4     |
| Daniel Crosset   | -    | 1       | 2      | -      | -        | -      | -      | -         | -         | -       | -       | -      | 3     |
| Marc Colomer     | -    | -       | -      | -      | -        | -      | 1      | -         | -         | 1       | -       | -      | 2     |
| Helena Kurandova | -    | -       | -      | -      | -        | -      | -      | -         | -         | -       | -       | 2      | 2     |

### Títols per nacionalitat
Per a confeccionar la llista següent s'han considerat els resultats de tots els campionats en disputa, tret del de Nacions.
| Nacionalitat   | Elit | Scratch | Senior | Junior | Juvenils | Cadets | Minime | Infantils | Benjamins | Alevins | Poussin | Femina | Total |
| -------------- | ---- | ------- | ------ | ------ | -------- | ------ | ------ | --------- | --------- | ------- | ------- | ------ | ----- |
| Catalunya      | 4    | 1       | -      | 2      | 1        | 1      | 1      | 1         | 1         | 1       | 2       | -      | 15    |
| Txecoslovàquia | -    | -       | 1      | 2      | -        | 2      | 1      | -         | -         | -       | -       | 2      | 8     |
| Japó           | -    | -       | -      | -      | -        | -      | 1      | -         | 2         | -       | 3       | -      | 6     |
| Bèlgica        | -    | 1       | 2      | -      | -        | 1      | -      | -         | -         | -       | -       | -      | 4     |
| Alemanya       | -    | -       | 2      | -      | -        | 1      | -      | 1         | -         | -       | -       | -      | 4     |
| Itàlia         | -    | -       | -      | -      | -        | -      | 1      | -         | 3         | -       | -       | -      | 4     |
| Portugal       | -    | -       | 1      | -      | -        | -      | -      | -         | -         | -       | -       | -      | 1     |
| Espanya        | -    | -       | -      | 1      | -        | -      | -      | -         | -         | -       | -       | -      | 1     |
| Suïssa         | -    | -       | -      | -      | -        | 1      | -      | -         | -         | -       | -       | -      | 1     |
| Total          | 4    | 2       | 6      | 5      | 1        | 6      | 4      | 2         | 6         | 1       | 5       | 2      | 44    |